# Evangelistar von Archangelsk

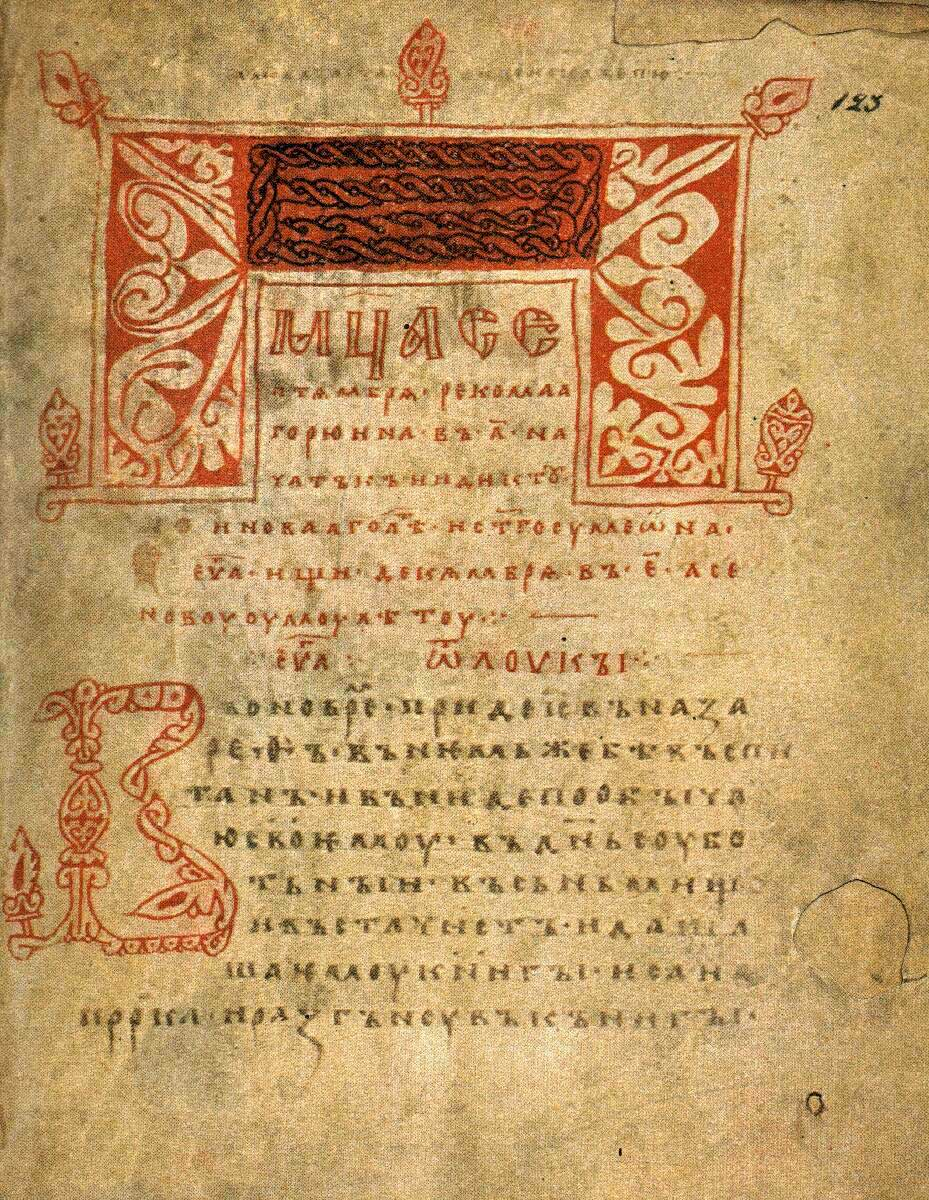
Evangelium von Archangelsk

Das Evangelistar von Archangelsk (russisch Архангельское Евангелие) ist eine illuminierte Handschrift in kirchenslawischer Sprache in kyrillischer Schrift. Sie entstand 1092 möglicherweise in der Umgebung von Nowgorod und ist das viertälteste bekannte ostslawische Buch. Seit 1997 gehört sie zum Weltdokumentenerbe der UNESCO.
Heute befindet sie sich in der Russischen Staatsbibliothek in Moskau (f. 178, Nr. 1666).
Die frühe Geschichte der Handschrift und sein Schicksal sind unbekannt. Ein Bauer aus Archangelsk brachte sie 1876 nach Moskau.
Die Handschrift befindet sich in einem befriedigenden Zustand. Die Tinte und Zinnoberfarbe sind teilweise abgeblättert, aber die Pergamentseiten tragen keine Spuren von Verschmutzungen oder Wasser. Für die Untersuchung durch Spezialisten wurde 1912 vom Moskauer Rumjancevschen Museum eine Faksimileausgabe in einer Auflage von 100 Exemplaren herausgegeben. Eine wissenschaftliche Ausgabe folgte 1997.